# Saarijärvi (sjö i Finland, Lappland, lat 66,30, long 27,95)
Saarijärvi är en sjö i Finland. Den ligger i kommunen Posio i landskapet Lappland, i den norra delen av landet, 700 km norr om huvudstaden Helsingfors. Saarijärvi ligger 244,7 meter över havet. Arean är 35,8 hektar och strandlinjen är 6,44 kilometer lång. Sjön  ingår i Kemi älvs huvudavrinningsområde. 